# Campeonato Acreano 1976
In 1976 werd het 47ste Campeonato Acreano gespeeld voor clubs uit de Braziliaanse staat Acre. De competitie werd georganiseerd door de Federação de Futebol do Estado do Acre en werd gespeeld van 26 juni tot 12 december. Juventus werd kampioen. 

## Eerste toernooi
| Plaats | Club          | Wed. | W | G | V | Saldo | Ptn. |
| ------ | ------------- | ---- | - | - | - | ----- | ---- |
| 1.     | Atlético      | 7    | 6 | 0 | 1 | 18:7  | 12   |
| 2.     | Rio Branco    | 7    | 5 | 1 | 1 | 15:4  | 11   |
| 3.     | Independência | 7    | 5 | 0 | 2 | 26:7  | 10   |
| 4.     | Juventus      | 7    | 5 | 0 | 2 | 15:6  | 10   |
| 5.     | Internacional | 6    | 2 | 0 | 4 | 11:11 | 4    |
| 6.     | Floresta      | 7    | 2 | 0 | 5 | 10:24 | 4    |
| 7.     | Andirá        | 6    | 1 | 1 | 4 | 10:12 | 3    |
| 8.     | Alvorada      | 7    | 0 | 0 | 7 | 3:37  | 0    |

|  | Geplaatst voor tweede toernooi |

## Tweede toernooi
| Plaats | Club          | Wed. | W | G | V | Saldo | Ptn. |
| ------ | ------------- | ---- | - | - | - | ----- | ---- |
| 1.     | Juventus      | 4    | 4 | 0 | 0 | 8:1   | 8    |
| 2.     | Rio Branco    | 5    | 3 | 1 | 1 | 12:5  | 7    |
| 3.     | Independência | 4    | 2 | 1 | 1 | 8:4   | 5    |
| 4.     | Atlético      | 4    | 2 | 0 | 2 | 9:4   | 4    |
| 5.     | Internacional | 5    | 0 | 1 | 4 | 2:11  | 1    |
| 6.     | Floresta      | 4    | 0 | 1 | 3 | 2:17  | 1    |

|  | Kampioen |

### Kampioen
| Campeonato Acreano de 1976   |
| Acre                         |
| ---------------------------- |
| JUVENTUS Kampioen (4° titel) |